# Експонента матриці
Експонента матриці — матрична функція від квадратної матриці, що має багато властивостей аналогічних звичайній експоненційній функції дійсних чи комплексних чисел. Матрична експонента встановлює зв'язок між алгеброю Лі матриць і відповідною групою Лі.

## Визначення
Для дійсної або комплексної матриці {\displaystyle X} розміру {\displaystyle n\times n} {\displaystyle (X\in M(n,\mathbb {C} ))} експонента від {\displaystyle X}, що позначається як {\displaystyle e^{X}} або {\displaystyle \exp(X)} — матриця розміру {\displaystyle n\times n}, визначена за допомогою ряду:
{\displaystyle e^{X}=\sum _{k=0}^{\infty }{1 \over k!}X^{k}},
де {\displaystyle X^{k}} — k-а степінь матриці {\displaystyle X}.
Даний ряд завжди збігається абсолютно. Якщо {\displaystyle \|X\|=\alpha }, де взято матричну норму узгоджену з векторною (для скінченновимірних просторів усі норми еквівалентні), то {\displaystyle \left\|{\frac {1}{k!}}X^{k}\right\|\leqslant {\frac {1}{k!}}\|X\|^{k}\leqslant {\frac {1}{k!}}\alpha ^{k}}.
Звідси {\displaystyle {\big \|}\sum _{k=0}^{\infty }{1 \over k!}X^{k}{\big \|}\leqslant \sum _{k=0}^{\infty }{1 \over k!}\|X^{k}\|\leqslant \sum _{k=0}^{\infty }{\frac {1}{k!}}\alpha ^{k}=e^{\alpha }}, що доводить абсолютну збіжність ряду і коректність визначення.
Якщо {\displaystyle X} — матриця розміру {\displaystyle 1\times 1}, то матрична експонента від {\displaystyle X} є матриця розмірності {\displaystyle 1\times 1} , єдиний елемент якої дорівнює звичайній експоненті від єдиного елемента {\displaystyle X}.

### Еквівалентне визначення
Експоненційну функцію можна також визначити наступною рівністю.
{\displaystyle \exp X=\lim _{n\to \infty }\left(I+{\frac {1}{n}}X\right)^{n},}  де {\displaystyle I} — одинична матриця відповідної розмірності.
Ця рівність є аналогічною до рівності {\displaystyle e^{a}=\lim _{n\to \infty }\left(1+{\frac {a}{n}}\right)^{n},} що виконується для дійсних і комплексних чисел.
Для доведення рівності використовується формула {\displaystyle \left(1+{\frac {a}{m}}\right)^{m}=\sum _{k=0}^{m}{\frac {a^{k}}{k!(m-k)!}},} де a може бути як числом, так і матрицею. 
Тоді якщо для тої ж норми, що й вище {\displaystyle \|X\|=a,} то: 
{\displaystyle \left\|e^{X}-\left(I+{\frac {1}{n}}X\right)^{n}\right\|\leqslant \sum _{k=0}^{n}{\frac {a^{k}}{k!}}-{\frac {a^{k}}{k!(n-k)!}}+\sum _{k=n+1}^{\infty }{\frac {a^{k}}{k!}}=e^{a}-\left(1+{\frac {a}{n}}\right)^{n}\to 0,} при {\displaystyle n\to \infty ,} що й доводить твердження.

## Властивості

### Основні властивості
Для комплексних матриць {\displaystyle X} і {\displaystyle Y} розміру {\displaystyle n\times n}, довільних комплексних чисел {\displaystyle a} і {\displaystyle b}, одиничної матриці {\displaystyle I} і нульової матриці {\displaystyle 0}, експонента має наступні властивості:
- {\displaystyle \exp 0=I};
- Матриці {\displaystyle X} і {\displaystyle \exp X} комутують, тобто {\displaystyle X\exp(X)=\exp(X)X.} Це легко виводиться з визначення експоненти, як суми збіжного ряду, кожен доданок якого очевидно комутує з {\displaystyle X}.
- {\displaystyle \exp aX\exp bX=\exp \left((a+b)X\right)};
- {\displaystyle \exp X\exp \left(-X\right)=I};
- Якщо {\displaystyle XY=YX}, то {\displaystyle \exp X\exp Y=\exp Y\exp X=\exp(X+Y)};
- Якщо {\displaystyle Y} — невироджена матриця, то {\displaystyle \exp(YXY^{-1})=Y\exp(X)Y^{-1}}.
- {\displaystyle \exp X^{\mathrm {T} }=(\exp X)^{\mathrm {T} }}, де {\displaystyle X^{\mathrm {T} }} позначає транспоновану матрицю до {\displaystyle X}, це означає, що якщо {\displaystyle X} є симетричною, то {\displaystyle \exp X} теж симетрична, а якщо {\displaystyle X} — кососиметрична матриця, то {\displaystyle \exp X} — ортогональна;
- {\displaystyle \exp(X^{*})=(\exp X)^{*}}, де {\displaystyle X^{*}} позначає ермітово-спряжену матрицю для {\displaystyle X}, це означає, що якщо {\displaystyle X} — ермітова матриця, то {\displaystyle \exp X} теж ермітова, а якщо {\displaystyle X} — антиермітова матриця, то {\displaystyle \exp X} — унітарна.
- {\displaystyle \det \left(\exp X\right)={\exp({\mbox{tr}}(X)}),} де {\displaystyle \det } — визначник, а {\displaystyle {\mbox{tr}}} — слід матриці.

### Експонента суми
Для будь-яких двох дійсних чисел (скалярів) {\displaystyle x} і {\displaystyle y} експоненціальна функція задовольняє рівнянню {\displaystyle e^{x+y}=e^{x}\cdot e^{y}}, це ж властивість має місце для симетричних матриць — якщо матриці {\displaystyle X} і {\displaystyle Y} комутують (тобто {\displaystyle XY=YX}), то {\displaystyle \exp(X+Y)=\exp(X)\exp(Y)}. Однак, для некомутативних матриць ця рівність виконується не завжди, в загальному випадку для обчислення {\displaystyle \exp(X+Y)} використовується формула Бейкера — Кемпбелла — Хаусдорфа.
У загальному випадку з рівності {\displaystyle \exp(X+Y)=\exp(X)\exp(Y)} не випливає, що {\displaystyle X} і {\displaystyle Y} комутують.
Для ермітових матриць існує дві прості теореми, пов'язані з слідом експонент матриць.

#### Нерівність Голдена - Томпсона
Якщо {\displaystyle A} і {\displaystyle H} — ермітові матриці, то :
{\displaystyle \operatorname {tr} \exp(A+H)\leqslant \operatorname {tr} (\exp(A)\exp(H))},
де {\displaystyle \operatorname {tr} X} — слід матриці {\displaystyle X}. Комутативність для виконання цього твердження не потрібна. Існують контрприклади, які показують, що нерівність Голдена — Томпсона не може бути узагальнена на три матриці, а {\displaystyle \operatorname {tr} (\exp(A)\exp(B)\exp(C))} не завжди є дійсним числом для ермітових матриць {\displaystyle A}, {\displaystyle B} і {\displaystyle C}.

#### Теорема Ліба
Теорема Ліба, названа ім'ям  Еліота Ліба, стверджує, що для фіксованої ермітової матриці {\displaystyle H}, функція:
{\displaystyle f(A)=\operatorname {tr} \,\exp \left(H+\log A\right)}
є увігнутою на конусі додатноозначених матриць .

## Експоненціальне відображення
Експонента матриці завжди є невиродженою матрицею. Обернена до {\displaystyle \exp X} матриця рівна {\displaystyle \exp(-X)}, це аналог того факту, що експонента від комплексного числа ніколи не дорівнює нулю. Таким чином, матрична експонента визначає відображення:
{\displaystyle \exp \colon M_{n}(\mathbb {C} )\to \mathrm {GL} (n,\mathbb {C} )}
з простору всіх матриць розмірності {\displaystyle n\times n} на загальну лінійну групу порядку {\displaystyle n}, тобто групу всіх невироджених матриць розмірності {\displaystyle n\times n}. Це відображення є сюр'єкцією, тобто кожна невироджена матриця може бути записана як експонента від деякої іншої матриці (щоб це твердження було справедливим необхідно розглядати поле комплексних чисел {\displaystyle \mathbb {C} }, а не дійсних чисел {\displaystyle \mathbb {R} }).
Для будь-яких двох матриць {\displaystyle X} і {\displaystyle Y} має місце нерівність
{\displaystyle \|e^{X+Y}-e^{X}\|\leqslant \|Y\|e^{\|X\|}e^{\|Y\|}},
де {\displaystyle \|\cdot \|} позначає довільну матричну норму. Звідси випливає, що експоненціальне відображення є неперервним і ліпшицевим на компактних підмножинах {\displaystyle M_{n}(\mathbb {C} )}.
Загалом експоненційне відображення не є ін'єктивним. Але воно буде ін'єктивним, наприклад на підмножині {\displaystyle X\in B(0,\ln 2)\subset M(n,\mathbb {C} ),}де {\displaystyle B(0,\ln 2)}—  множина матриць норма яких (узгоджена з векторною нормою) менша ніж ln 2. На цій множині експоненційна функція є дифеоморфізмом і обернена функція може бути подана, як сума збіжного ряду:
{\displaystyle \log(Y)=\sum _{k=1}^{\infty }{(-1)^{k-1} \over k}(Y-I)^{k}.}

### Диференціювання
Відображення:
{\displaystyle t\mapsto e^{tX},\qquad t\in \mathbb {R} }
визначає гладку криву в загальній лінійній групі, яка проходить через одиничний елемент при {\displaystyle t=0}.
Похідна цього відображення визначається формулою:
{\displaystyle {\frac {\rm {d}}{{\rm {d}}t}}e^{tX}=Xe^{tX}.}
Справді з визначень похідної і властивостей експоненти одержується послідовність рівностей:
{\displaystyle {\frac {\rm {d}}{{\rm {d}}t}}e^{tX}=\lim _{t_{0}\to 0}{\frac {e^{(t+t_{0})X}-e^{tX}}{t_{0}}}=\lim _{t_{0}\to 0}{\frac {e^{t_{0}X}-I}{t_{0}}}e^{tX}=\lim _{t_{0}\to 0}(X+O(t_{0}))e^{tX}=Xe^{tX}.}
Більш загально для матриці X(t)  залежної від параметра t справедливою є рівність:
{\displaystyle {\frac {\rm {d}}{{\rm {d}}t}}e^{X(t)}=e^{X}{\frac {1-e^{-{\rm {ad}}(X)}}{{\rm {ad}}(X)}}{\frac {{\rm {d}}X}{{\rm {d}}t}},}
де {\displaystyle {\rm {ad}}(X)\;:\;M(n,\mathbb {C} )\to M(n,\mathbb {C} )}— лінійне відображення визначене {\displaystyle {\rm {ad}}(X)(Y)=[X,Y]=XY-YX,}для довільної матриці {\displaystyle Y\in M(n,\mathbb {C} ).}
У попередній формулі для виразу в правій частині справедлива формула:
{\displaystyle {\frac {1-e^{-{\rm {ad}}(X)}}{{\rm {ad}}(X)}}=\sum _{k=0}^{\infty }{(-1)^{k} \over (k+1)!}({\rm {ad}}(X))^{k}.}
Взявши в формулі для диференціювання {\displaystyle X(t)=X+tY,} отримуємо формулу для диференціала експоненційного відображення в точці {\displaystyle X\in M(n,\mathbb {C} ):}
{\displaystyle ({\rm {d}}_{X}\exp )Y=\exp {\frac {\rm {d}}{{\rm {d}}t}}e^{X+tY}=e^{X}{\frac {1-e^{-{\rm {ad}}(X)}}{{\rm {ad}}(X)}}Y,\;\forall \;Y\in M(n,\mathbb {C} )\simeq T_{X}M(n,\mathbb {C} ).}
При {\displaystyle XY=YX} ця рівність спрощується до {\displaystyle ({\rm {d}}_{X}\exp )Y=e^{X}Y.}

## Системи лінійних диференціальних рівнянь
Одна з причин, які зумовлюють важливість матричної експоненти, полягає в тому, що вона може бути використана для розв'язку систем звичайних диференціальних рівнянь . Розв'язок системи:
{\displaystyle {\frac {d}{dt}}y(t)=Ay(t),\quad y(0)=y_{0}},
де {\displaystyle A} — стала матриця, дається виразом:
{\displaystyle y(t)=e^{At}y_{0}.}
Матрична експонента може бути також використана для розв'язування неоднорідних рівнянь виду
{\displaystyle {\frac {d}{dt}}y(t)=Ay(t)+z(t),\quad y(0)=y_{0}}.
Не існує замкнутого аналітичного виразу для рішень неоднорідних диференціальних рівнянь виду
{\displaystyle {\frac {d}{dt}}y(t)=A(t)\,y(t),\quad y(0)=y_{0}},
де {\displaystyle A} — матриця елементи якої не є константами, але Розклад Магнуса дозволяє отримати подання розв'язку у вигляді нескінченної суми.

### Приклад однорідної системи
Для системи:
{\displaystyle {\begin{matrix}x'&=&2x&-y&+z\\y'&=&&3y&-1z\\z'&=&2x&+y&+3z~.\end{matrix}}}
матриця рівна:
{\displaystyle A={\begin{bmatrix}2&-1&1\\0&3&-1\\2&1&3\end{bmatrix}}~.}
Можна показати, що експонента від матриці {\displaystyle tA} є
{\displaystyle e^{tA}={\frac {1}{2}}{\begin{bmatrix}e^{2t}(1+e^{2t}-2t)&-2te^{2t}&e^{2t}(-1+e^{2t})\\-e^{2t}(-1+e^{2t}-2t)&2(t+1)e^{2t}&-e^{2t}(-1+e^{2t})\\e^{2t}(-1+e^{2t}+2t)&2te^{2t}&e^{2t}(1+e^{2t})\end{bmatrix}}~,}
таким чином, загальним розв'язком цієї системи рівнянь є:
{\displaystyle {\begin{bmatrix}x\\y\\z\end{bmatrix}}={\frac {x(0)}{2}}{\begin{bmatrix}e^{2t}(1+e^{2t}-2t)\\-e^{2t}(-1+e^{2t}-2t)\\e^{2t}(-1+e^{2t}+2t)\end{bmatrix}}+{\frac {y(0)}{2}}{\begin{bmatrix}-2te^{2t}\\2(t+1)e^{2t}\\2te^{2t}\end{bmatrix}}+{\frac {z(0)}{2}}{\begin{bmatrix}e^{2t}(-1+e^{2t})\\-e^{2t}(-1+e^{2t})\\e^{2t}(1+e^{2t})\end{bmatrix}}~.}

### Приклад неоднорідної системи
Для розв'язку неоднорідної системи:
{\displaystyle {\begin{matrix}x'&=&2x&-&y&+&z&+&e^{2t}\\y'&=&&&3y&-&z&\\z'&=&2x&+&y&+&3z&+&e^{2t}\end{matrix}}}
вводяться позначення:
{\displaystyle A=\left[{\begin{array}{rrr}2&-1&1\\0&3&-1\\2&1&3\end{array}}\right]~,}
і
{\displaystyle \mathbf {b} =e^{2t}{\begin{bmatrix}1\\0\\1\end{bmatrix}}}
Так як сума загального розв'язку однорідного рівняння і часткового розв'язку дають загальний розв'язок неоднорідного рівняння, залишається лише знайти частковий розв'язок. Так як:
{\displaystyle \mathbf {y} _{p}=e^{tA}\int _{0}^{t}e^{(-u)A}{\begin{bmatrix}e^{2u}\\0\\e^{2u}\end{bmatrix}}\,du+e^{tA}\mathbf {c} }
{\displaystyle \mathbf {y} _{p}=e^{tA}\int _{0}^{t}{\begin{bmatrix}2e^{u}-2ue^{2u}&-2ue^{2u}&0\\\\-2e^{U}+2(u+1)e^{2u}&2(u+1)e^{2u}&0\\\\2ue^{2u}&2ue^{2u}&2e^{u}\end{bmatrix}}{\begin{bmatrix}e^{2u}\\0\\e^{2u}\end{bmatrix}}\,du+e^{tA}\mathbf {c} }
{\displaystyle \mathbf {y} _{p}=e^{tA}\int _{0}^{t}{\begin{bmatrix}e^{2u}(2e^{u}-2ue^{2u})\\\\e^{2u}(-2e^{u}+2(1+u)e^{2u})\\\\2e^{3u}+2ue^{4u}\end{bmatrix}}\,du+e^{tA}\mathbf {c} }
{\displaystyle \mathbf {y} _{p}=e^{tA}{\begin{bmatrix}-{1 \over 24}e^{3t}(3e^{t}(4t-1)-16)\\\\{1 \over 24}e^{3t}(3e^{t}(4t+4)-16)\\\\{1 \over 24}e^{3t}(3e^{t}(4t-1)-16)\end{bmatrix}}+{\begin{bmatrix}2e^{t}-2te^{2t}&-2te^{2t}&0\\\\-2e^{T}+2(t+1)e^{2t}&2(t+1)e^{2t}&0\\\\2te^{2t}&2te^{2t}&2e^{t}\end{bmatrix}}{\begin{bmatrix}c_{1}\\c_{2}\\c_{3}\end{bmatrix}}~,}
де {\displaystyle \mathbf {c} =\mathbf {y} _{p}(0)} — початкова умова.

### Узагальнення: варіація довільної сталої
У разі неоднорідної системи можна використовувати метод варіації довільної сталої. Шукається частковий розв'язок у вигляді:
{\displaystyle \mathbf {y} _{p}(t)=\exp(tA)\mathbf {z} (t)}:
{\displaystyle {\begin{aligned}\mathbf {y} _{p}'(t)&=(e^{tA})'\mathbf {z} (t)+e^{tA}\mathbf {z} '(t)\\[6pt]&=Ae^{tA}\mathbf {z} (t)+e^{tA}\mathbf {z} '(t)\\[6pt]&=A\mathbf {y} _{p}(t)+e^{tA}\mathbf {z} '(t)~.\end{aligned}}}
Щоб {\displaystyle \mathbf {y} _{p}} була розв'язком, має виконуватися наступне:
{\displaystyle {\begin{aligned}e^{tA}\mathbf {z} '(t)&=\mathbf {b} (t)\\[6pt]\mathbf {z} '(t)&=(e^{tA})^{-1}\mathbf {b} (t)\\[6pt]\mathbf {z} (t)&=\int _{0}^{t}e^{-uA}\mathbf {b} (u)\,du+\mathbf {c} ~.\end{aligned}}}
Таким чином:
{\displaystyle {\begin{aligned}\mathbf {y} _{p}(t)&{}=e^{tA}\int _{0}^{t}e^{-uA}\mathbf {b} (u)\,du+e^{tA}\mathbf {c} \\&{}=\int _{0}^{t}e^{(t-u)A}\mathbf {b} (u)\,du+e^{tA}\mathbf {c} \end{aligned}}~,}
де {\displaystyle \mathbf {c} } визначається з початкових умов задачі.